# عباد (اسم)
عباد هو اسم علم شخصي مذكر عربي، مستخدم منذ القدم، وعباد هي صيغة مبالغة لكلمة عبد.

## الشخصيات
- عباد بن بشر صحابي
- عباد بن قيس صحابي
- عباد بن المعتمد أمير أندلسي
- عباد بن أبي علي راوي حديث
- عباد بن علقمة المازني قائد عسكري أموي
- عباد بن عبد الله بن الزبير راوي حديث